# SCAR - Squadra Corse Alfa Romeo
SCAR - Squadra Corse Alfa Romeo è un videogioco sviluppato dall'azienda Milestone e pubblicato per PC, Xbox e PlayStation 2 nel maggio 2005. Il videogioco è un simulatore di guida che permette di utilizzare automobili marchiate esclusivamente Alfa Romeo.
Non è però possibile modificare alcun aspetto dell'automobile; si può invece agire sulle qualità del pilota e sulla resistenza dell'automobile agli impatti: il gioco è classificato dagli stessi sviluppatori come CARPG, ovvero fusione fra videogioco di guida e videogioco di ruolo. Molti aspetti di questo gioco saranno ripresi nel suo seguito "spirituale" Evolution GT e nello spin-off Super-bikes Riding Challenge.

## Modalità di gioco
Nel gioco si vestono i panni di un pilota che dovrà affrontare una serie di sfide per raggiungere i vari campionati, da quello principianti a quello leggende.
Ogni campionato è suddiviso in cinque parti: gli eventi XP, gli eventi a premio, i tornei, la gara finale e le sfide.
Negli eventi XP, si gareggia in gare corte, di due o tre giri, e si tende a guadagnare più punti possibili per salire di livello e quindi diventare più forte e sbloccare oggetti, come caschi tute, ma anche delle auto o delle piste.
Negli eventi a premio, il giocatore dovrà vincere per ottenere uno tra gli accessori disponibili (caschi, tute, guanti e stivali), per migliorare le proprie abilità.
Nei tornei, le gare sono di 6 giri e si deve battere un avversario scelto dalla CPU.
La gara finale, presente in ogni livello, si svolge su 9 giri, in un autodromo tra quelli presenti nel gioco, e con vetture da corsa.
Se si vince quest'ultima si ha il diritto di accedere al livello successivo.
Le sfide sono facoltative, e tendono a migliorare le abilità del pilota, con delle prove da superare.
In tutte le gare, le automobili sono uguali.

## Colonna sonora
La colonna sonora del gioco, ascoltabile nei menù e durante i replay, è composta da remix di celebri musiche di Ennio Morricone.

## Automobili
Sono disponibili vetture degli anni passati e della gamma attuale, in allestimento di serie e in altri allestimenti sportivi:
- Alfa Romeo 147 2.0 Twin Spark 2000
- Alfa Romeo 147 GTA 2002
- Alfa Romeo 147 GTA Cup 2003
- Alfa Romeo 155 V6 TI 1993
- Alfa Romeo 155 V6 TI 1996
- Alfa Romeo 156 2.5 V6 24v 2001
- Alfa Romeo 156 GTA 2003
- Alfa Romeo 156 Super 2000 2003
- Alfa Romeo 156 Super 2000 2004
- Alfa Romeo 2000 GTAm 1970
- Alfa Romeo 75 Evoluzione turbo 1987
- Alfa Romeo 8C Competizione 2004
- Alfa Romeo 8C Competizione Pro 2005
- Alfa Romeo Alfasud 1972
- Alfa Romeo 33/2 Daytona 1967
- Alfa Romeo Giulia Super 1963
- Alfa Romeo GT 2003
- Alfa Romeo GT Racing 2003
- Alfa Romeo GT Pro 2004
- Alfa Romeo Gtv 2003
- Alfa Romeo Gtv Pro 2004
- Alfa Romeo Gtv Racing 2003
- Alfa Romeo Nuvola 1996
- Alfa Romeo SZ 1990
- Alfa Romeo TZ2 1964

## Tracciati
I tracciati di S.C.A.R. si suddividono in tre gruppi: cittadini, extraurbani e autodromi. Tutti sono disponibili in versione lunga e corta. Ecco la lista completa:
- Mazda Raceway Laguna Seca, Monterrey, California (Autodromo)
- Hockenheimring, Baden-Württemberg, Germania (Autodromo)
- Autodromo Ricardo Tormo, Valencia, Spagna (Autodromo)
- Donington Park, Midlands Orientali, Regno Unito (Autodromo)
- Michelin Stadium (Autodromo)
- Colli Asolani, Veneto (Extraurbano), Italia  - Versione a specchio del circuito Red Bull Ring (Austria)
- Colli Fiorentini, Toscana (Extraurbano), Italia  - Versione a specchio del circuito Nurburgring (Germania)
- Golfo di Salerno, Campania (Extraurbano), Italia - Versione a specchio del circuito di Sugo (Giappone)
- Sicilia (Extraurbano), Italia - Versione a specchio del circuito di Oschersleben (Germania)
- Milano, Lombardia (Cittadino), Italia
- Lungarni, Firenze (Cittadino), Italia

## Accoglienza
La rivista Play Generation lo classificò come il terzo titolo italiano più acclamato tra quelli disponibili su PlayStation 2.

## Curiosità
- Lungo il tracciato dei Colli Fiorentini è possibile notare alcuni cartelli stradali indicanti la località di Frittole, paesino immaginario del film Non ci resta che piangere.
- Il modello berlina dell'Alfasud viene identificato come trazione posteriore, quando in realtà è stata la prima Alfa Romeo a trazione anteriore.